# توماس جي. هينلي
توماس جي. هينلي هو محامي وسياسي أمريكي، ولد في 18 يونيو 1808 في ريتشموند في الولايات المتحدة، وتوفي في 2 يناير 1865 في مقاطعة ميندوسينو في الولايات المتحدة. نشط حزبياً في الحزب الديمقراطي. وقد انتخب عضو مجلس النواب الأمريكي ‏.